# 薄田隆哉
薄田 隆哉（うすだ たかや）は、日本の元フィギュアスケート選手（ペアスケーティング）。アイスショーのディレクター。パートナーは庄司有希、土野ひかる。
1986年、1988年全日本フィギュアスケートジュニア選手権優勝。1988年全日本フィギュアスケート選手権優勝。

## 経歴
1986年、土野ひかるとペアを組み全日本ジュニア選手権で優勝。全日本選手権では野上明子/山崎羊一組に次いで2位に入る。1987年、全日本ジュニア選手権では井上怜奈/小山朋昭組に次いで2位に入り、全日本選手権でも2位であった。
1988年、庄司有希と新たにペアを組み全日本ジュニア選手権で再び優勝し、全日本選手権では初優勝する。
引退後はプリンスホテルが主催しているプリンスアイスワールド等のアイスショーに出演している。2010年には映画「COACH コーチ」に出演した。現在は千葉県のアクアリンクちばでスケートのインストラクターを務めている。日本フィギュアスケーティングインストラクター協会会員。

## 主な戦績
- 1986年-1988年は土野ひかる。
- 1988年-1989年は庄司有希。

| 大会/年         | 1986-87 | 1987-88 | 1988-89 |
| --------------- | ------- | ------- | ------- |
| 全日本選手権    | 2       | 2       | 1       |
| 全日本Jr.選手権 | 1       | 3       | 1       |